# Willy Ostijn
William (Willy) Ostijn (né à Kachtem le 13 juillet 1913, mort à Roulers le 30 mars 1993) est un compositeur belge néo-classique du milieu du XXe siècle.

## Biographie
À l’âge de seize ans, Willy Ostijn entre à l’Institut Lemmens de Malines où il étudie notamment le piano avec Marinus de Jong (de) et l’orgue avec Flor Peeters. Il obtient un diplôme pédagogique au Conservatoire royal de Gand ainsi que les premiers prix de contrepoint, de piano, de musique de chambre et de composition. Willy Ostijn devient second organiste de la cathédrale Saint-Rombaut de Malines. À partir de 1938 et jusqu’à sa retraite, il sera également professeur d’éducation musicale à l’Athénée royal de Rœselare, une fonction qui ne l’empêchera pas, de 1939 à 1949, de donner des cours à l’Académie de musique d’Izegem.
Avant la Deuxième Guerre mondiale, Ostijn a connu une certaine notoriété au sein du Trio Willy Ostijn qui interprétait des œuvres du répertoire mais également ses propres compositions. Entre 1950 et 1960 sa musique symphonique et ses pièces concertantes, toutes d’inspiration romantique, ont été jouées en Belgique par de nombreux orchestres et ont été diffusées à l’étranger. Les chefs d’orchestre Paul Doulliez, Léonce Gras, Ernest Maes (nl), Fernand Terby et Jozef Verhelst ont été parmi les plus actifs à faire connaître son œuvre.
À partir de 1960 la désaffection du public envers la musique dite « légère » (light music) de style néoclassique a entraîné le déclin soudain de la carrière de Willy Ostijn, d’autant que la réorganisation et la réorientation de la radio publique belge en 1961 a eu pour conséquence que son œuvre n’a plus été diffusée. Ostijn s’est alors consacré principalement à la musique de chambre et à la musique chorale.
Toujours mélodique, soucieux de concision et d’élégance, Willy Ostijn, loin de rechercher l’originalité à tout prix, offre à l’auditeur l’occasion de passer un agréable moment en compagnie d’un homme de goût. Ostijn déclarait : « Je suis toujours resté fidèle à la tradition romantique qui voit la musique comme un développement spontané et logique de thèmes lyriques, au moyen d’une harmonie classique et riche, à l’orchestration infinie. » Entre 1945 et 1955 il s’est spécialisé dans les œuvres brillantes (rhapsodie, ouverture, pièce de concert, poème symphonique), souvent descriptives : Ballet espagnol, suite, Images de Broadway, Suite marocaine, Marins islandais, "Méphisto Ouverture", Images d’Orient, Flandria Ouverture, London Suite, Images de Zeebrugge, Westland Ouverture ou les deux Pièce de concert pour piano et orchestre et Pièce de concert pour piano et cordes.
Pour l’essentiel, son œuvre symphonique est à ranger à côté de celle du Belge Arthur Meulemans, du Français Maurice Thiriet, de l’Anglais Haydn Wood et de l’Américain Ferde Grofé.

## Liste des œuvres (non exhaustive)
Dans la plupart des cas, les œuvres de Willy Ostijn ne sont pas datées. Les dates mentionnées dans la liste des œuvres (incomplète) sont celles des premières diffusions radiophoniques. Willy Ostijn a presque toujours composé ses œuvres bien avant les dates de création indiquées ici.

### Œuvres symphoniques
- Drie Vlaamse dansen (Three Flemish Dances) (1942)
- Suite for orchestra No. 1 (1948)
- "Images from the Orient" ("Oriental Scenes") (1949)
- "Romantische Concertwals" ("Romantic Concert Waltz") (1950)
- "Spanish Ballet Suite" (1950)
- "Suite for orchestra No. 2", in four movements (1950)
- "Images from Broadway" (1950)
- "Sentimental Rhapsody" (1950)
- "London Suite" (1951)
- "Moroccan Suite" (1951)
- "Rhapsody for orchestra", in three parts (1951)
- "Flandria Overture" (1952)[2]
- "Blijdschap Overture" ("Gladness Doubt Overture") (1952)[3]
- "Happy March" ("Concert March"), for band (1952)
- "Vlaamse Capriccio", for orchestra (1953 ; orig. for piano and orchestra, 1953)
- "Icelandic Seafarers" (1953)
- "Concert Overture" (1954)[4],[5]
- "Rural Scenes" (1954)
- "In Flander Fields", symphonic poem (1955)[6]
- "Dramatic Overture" (1955)
- "Westland Overture" (1957)
- "Feest Overture" ("Festive Overture"/"Heroic Entry") (1958)[7]
- "Concertstück for orchestra" (1958)
- "Mephisto Overture" (1959)[8]
- "Berthold Overture" (1959)
- "Huldigingsmars" (1960)
- "Festival Overture" (1960)[9],[10]
- "Images from Zeebrugge", two pieces for orchestra (1960)[11],[12]
- "Twee Zeebeelden" ("Two pictures of the Sea") (1962)
- "Drie Zeebeelden" ("Three pictures of the Sea") (1963)
- "Capriccio Overture" (1965)[13],[14]
- "Zeeland Fantasy" (1979)
- "Two Impressions for orchestra" (1981)

### Œuvres pour cordes
- "Andante and Allegro for Strings" (1952)
- "Laeticia", for Strings (1954)[15],[16]
- "Divertimento for Strings (No. 1)", in four movements (1954) – It also exists two other Divertimentos for Strings
- "Concertstück for Strings (No. 1)" (1960) – It also exists three other Concertstücks for Strings
- "Arab Dance for Strings" (19??)

### Œuvres concertantes pour piano
- "Vlaamse Rhapsody" ("Flemish Rhapsody") for piano and orchestra (1945)
- "Concert Ballade for piano and orchestra" (1951)
- "Nocturne for piano and Strings" in D major (1952)[17],[18]
- "Vlaamse Capriccio for piano and orchestra" (1953)
- "Concertstück for piano and Strings" in C minor (1959)[19],[20]
- "Concertstück for piano and orchestra" in D minor (1960)[21],[22]
- "Rhapsody for piano and Strings" in C major (1965)[23]
- "Concerto for piano and orchestra" in D minor, in three movements (1976)[24],[25]

### Œuvres concertantes pour autres instruments
- "Romanza for violin and Strings" (1951)
- "Parade for Trumpet and orchestra" (1952)
- "Interludium for Horn and Strings" (1953)
- "Pastorale for Oboe and Strings" (1953)
- "Serenade for violin (or clarinet in B-flat) and Strings" (1954)[26]
- "Canzonetta for Flute and Strings" (1958)[27],[28]
- "Interludium for Oboe and Strings" (1958)
- "Elegy for Oboe (or Soprano Saxophone, or Clarinet) and orchestra" (1964 ; transcription of the "Concertstück for piano and orchestra" in D minor, 1960)
- "Concerto for Horn and Strings", in three movements (1973)
- "Capriccio for Clarinet and Strings" (1975)[29]
- "Concertstück for Alto Saxophone and orchestra" (1976)[30]
- "Concerto for Trombone and orchestra", in three movements (1978)
- "Nocturne for cello and Strings" (19??)

### Musique de chambre
- Interludium for saxophone quartet (1939)
- "Images from the Orient" ("Oriental Scenes") (1949 ; orig. for orchestra), version for clarinet (or violin) and piano ; version for clarinet ensemble
- Turkish March, for clarinet and piano (1950)
- Rhapsody for saxophone choir, in two parts (1951)
- Romanza for violin and piano (1951 ; orig. for violin and Strings)
- Fata Morgana, for clarinet, viola and piano (1952)
- "Trio « Twilight »", for clarinet, viola and piano (1952)
- "Parade for Trumpet and orchestra" (1952), version for clarinet and piano
- "Elegy for clarinet choir" (1952)
- "Nocturne for piano and clarinet ensemble" (1952 ; transcription of the "Nocturne for piano and Strings" in D major, 1952)
- "Elegy for viola and piano" (1954)
- "Intermezzo for two Clarinets" (1954)
- "Bolero", for clarinet and piano (1955)
- "Spanish Dance", for clarinet and piano (1955)
- "Rhapsody for clarinet ensemble" (or for flute ensemble), in two parts (1955)
- "Gladness Doubt Overture" (1955), version for clarinet quartet
- "Serenade for clarinet ensemble" (1956 ; transcription of the "Serenade for violin and Strings", 1954)
- "Elegy for two violins, viola and cello" (1956 ; orig. for viola and piano, 1954)
- "Interludium for Oboe and Strings" (1958), version for clarinet and piano
- "Interludium for Oboe and String quartet" (1958 ; orig. for oboe and Strings, 1958)
- "Divertimento for Strings (No. 1)", in four movements (1959), version for string quintet[31]
- "Promenade for alto saxophone (or clarinet, or flute) and piano" (1960)
- "Pastorale for clarinet (or oboe, or trumpet) and piano" (1960)
- "Entrée héroïque", for clarinet ensemble (1960)
- "Intermezzo for two Horns and string quartet" (1960), version for two Flutes and piano
- "Valse noble" ("Edele Wals"), for clarinet, flute and piano (1962)
- "Canzone for clarinet and piano" (1964 ; transcription of the "Canzonetta for Flute and Strings", 1958)
- "Canzonetta for Soprano Saxophone and saxophone choir" (1965 ; transcription of the "Canzonetta for Flute and Strings", 1958)
- "Trio in B minor", for flute (or violin), viola and piano (1960)
- "Concertstück for Strings (No. 1)" (1960), version for string quintet[32]
- "Ballade for violin and piano" (or organ) (1961)
- "Laeticia", for flute ensemble (1962 ; orig. for Strings, 1954)
- "Capriccio for violin (or flute, or clarinet), viola and piano" (1965)
- "De Winter is verganghen" ("The Winter is past"), for clarinet ensemble (1965)
- "Concertstück for oboe, clarinet, basson and horn" (1973)
- "Ballade for tenor saxophone and piano" (1975)
- "Foxtrot for clarinet ensemble" (1975)
- "Fantasia, for wind quintet" (Flute, Clarinet, Oboe, Horn and Bassoon) (1975)
- "Czardas", for clarinet and piano (1978)
- "Impression for Flute, Oboe, Clarinet and Basson" (1981 ; transcription of one of the "Two Impressions for orchestra", 1981)
- "Romanza for viola and piano" (19??)
- "Aubade for flute and piano" (19??)
- "Ballade for basson (or cello) and piano" (19??)
- "String Quartet No. 1" (before 1953)
- "String Quartet No. 2" (before 1953)
- "String Quartet No. 3" (before 1953)
- "String Quartet No. 4" (before 1953)
- "String Quartet No. 5" (1953)
- "Quintet for Oboe and string quartet" (19??)
- "Giocoso for Six Saxophones" (19??)
- "Impromptu for clarinet and piano" (19??)

### Œuvres pour piano
- "Miniature No. 1" (1935)
- "Miniature No. 2" (between 1935 and 1939)
- "Miniature No. 3" (1939)
- "Duinkerke" ("Dunkirk") (1950)
- "St. Winoksbergen" (1950)
- "Zuytcote" ("Zuydcoote") (1950)
- "Toccata No. 1" (1968)
- "Nocturne" (1968)
- "Ballade" (1970)
- "Toccata No. 2" (1979)
- "Rust Roest" (1979)
- "Capriccio" (19??)
- "Wiegelied" (19??)
- "Scherzetto" (19??)

### Œuvres pour orgue
- "Symphony for organ" (1939)
- "Intermezzo" (19??)
- "Pastorale" (19??)
- "Prelude" (19??)
- "Preludium" (same as "Prelude" ?) (19??)
- "Roosvensters" ("Rose Windows") (19??)
- "Toccata in a French Romantic style" (19??)

### Œuvres chorales
- "Het Meisje van Damme" ("The Girl from Damme"), operetta (1954)
- "Ave Verum", for Choir (1961)
- "Westland Fantasia" (1962)
- "Klokkeput saga", cantata for Choir and orchestra (1968)
- "Psalm 150" for Choir and orchestra (or for choir and organ) (1968)
- "Ave Maria", for Choir (1961 ; rev. 1969)
- "Westland Cantata", for Choir and orchestra (1974)[33]
- "Missa in Re", for Choir and orchestra (or for Choir and organ) (1974) – It also exists two other Masses
- "Ter Waarheid", for baryton and orchestra (1975)
- "Terug naar de bron" ("Back to the Source"), cantata for Choir and orchestra (1978)[34]
- "Hulde aan Polen", ode for Choir and brass quintet (19??)
- "Lied der vrijgezellen", for Tenor and orchestra (19??)
- "Lied van Enrico", for Baryton and orchestra (19??)
- "Vrouwen", for Baryton and orchestra (19??)
- "Kerstlied van de Zwerver" ("The Hobo’s Christmas Carol") (19??)

## Discographie
En date de 2011, il n'y a pour l'instant aucun enregistrement sur CD des œuvres de Willy Ostijn.